# Льнянка душистая
Льня́нка души́стая (лат. Linaria odora) — травянистое многолетнее растение, вид рода Льнянка; сейчас этот род обычно относят к семейству Подорожниковые (Plantaginaceae), но ранее помещали в семейства Норичниковые (Scrophulariaceae) или Верониковые (Veronicaceae).

## Ботаническое описание
Растение голое, с лёгким сизоватым налётом.
Стебли 15—40 см высотой и 1 мм шириной, восходящие, с многочисленными веточками, быть может направленными вверх.
Листья линейно-нитевидные, 15—40 мм длиной, 1 мм шириной, полуцилиндрические, желобчатые, расставленные на расстоянии 1—3 см друг от друга.
Цветки в коротких, рыхлых кистях, 2—5 см длиной, заканчивающих почти все веточки. Цветоножки короткие, 1,5—3 мм длиной. Прицветники 2—2,5 мм длиной. Чашечка совершенно голая, 1,5—2 мм длиной, доли её мясистые, ланцетные, заострённые, при плодах несколько притуплённые. Венчик светло-жёлтый, 6—8 мм длиной (без шпоры), верхняя губа двунадрезанная, нижняя губа быть может плоская, с боковыми яйцевидными лопастями и средней лопастью заметно более узкой, шпора короткая, очень тонкая, 5 мм длиной, коническая, большей частью прямая. Цветение в мае—июле.
Коробочка быть может эллиптическая, 5—6(7) мм длиной, 3—4 мм шириной. Семена дисковидные, 3 мм длиной, с широким перепончатым краем.
Вид описан с нижней Волги.

## Распространение
Россия: низовья Волги, верховья Тобола. Эндемик.
Растёт по речным пескам.